# Чеськоморавська (станція метро)
50°06′22″ пн. ш. 14°29′31″ сх. д. / 50.10611° пн. ш. 14.49194° сх. д.
Чеськоморавська (чеськ. Českomoravská) — станція Празького метрополітену. Розташована між станціями «Пальмовка» та «Височанська».
Станція була відкрита 22 листопада 1990 року у складі пускової дільниці лінії B «Флоренц»—«Чеськоморавська». До 8 листопада 1998 року станція була кінцевою. Станція не є завантаженої, хоча і знаходиться поруч з ТЦ "Галереї Гарфа Прага", в якому розташовується празький Дінопарк.

## Характеристика станції
Чеськоморавська — пілонна (глибина закладення — 25 м, довжина — 148 м) трисклепінна з однією острівною платформою.
Станція обладнана одним виходом, провідним відповідно в один підземний вестибюль. Вестибюль знаходиться поруч з торговим центром "Галереї Гарфа Прага".

### Повінь 2002 року
Станція постраждала від повені 2002 року. Станція була відкрита після усунення наслідків повені у 1 кварталі 2003 року.

## Колійний розвиток
У бік станції «Височанська», за станцією розташовано одноколійний оборотний тупик.